# Ulica Wandy w Katowicach
Ulica Wandy w Katowicach – ulica w katowickiej dzielnicy Szopienice-Burowiec. Rozpoczyna swój bieg od skrzyżowania z ulicą generała Józefa Hallera. Następnie krzyżuje się z drogą dojazdową do ulicy Siewnej. Kończy swój bieg przy skrzyżowaniu z ulicą Janusza Korczaka.

## Charakterystyka
W XIX wieku przy ulicy biegły tory kolejowe. W połowie tego wieku przy ulicy powstała kolonia robotnicza Paweł dla pracowników kopalni „Georg” (od 1922 roku „Jerzy”) w Dąbrówce Małej.
Do 1922 droga nosiła nazwę Krenskistrasse, w latach 1922–1939 ul. Szpitalna, 1939–1945 Lazarettstrasse, 1945–1951 ul. Szpitalna, od 1951 ul. Wandy.
Przy ulicy Wandy znajdują się historyczne obiekty, objęte ochroną konserwatorską:
- kamienica mieszkalna z początku XX wieku (ul. Wandy 1), posiada cechy stylu historyzmu ceglanego prostego[6];
- kamienica, wybudowana w stylu historyzmu ceglanego (ul. Wandy 2), pochodzi z początku XX wieku[6];
- budynek mieszkalny – dwa domy bliźniacze (ul. Wandy 12, 14), wzniesione na początku XX wieku w stylu historyzmu[6];
- modernistyczna kamienica (ul. Wandy 20), wybudowana na początku XX wieku[6];
- kamienica w stylu historyzmu ceglanego z elementami modernizmu (ul. Wandy 22), pochodząca z początku XX wieku[6];
- kamienica w stylu historyzmu ceglanego z elementami modernizmu (ul. Wandy 24), pochodząca z początku XX wieku[6].

Większość budynków przy tej ulicy powstała pod koniec XIX i na początku XX wieku dla pracowników Huty Metali Nieżelaznych Szopienice.
Ulica Wandy jest drogą publiczną klasy ulicy dojazdowej o długości 357 m i powierzchni 2043 m².
Przy ulicy Wandy swoją siedzibę mają firmy i przedsiębiorstwa handlowo-usługowe. W latach 2009–2010 wyremontowano ogrodzenie Szkoły Podstawowej nr 45 im. K. Makuszyńskiego oraz wykonano wjazd i parking od strony ulicy Wandy. Ulicą kursuje linia autobusowa Zarządu Transportu Metropolitalnego nr 70.

## Galeria

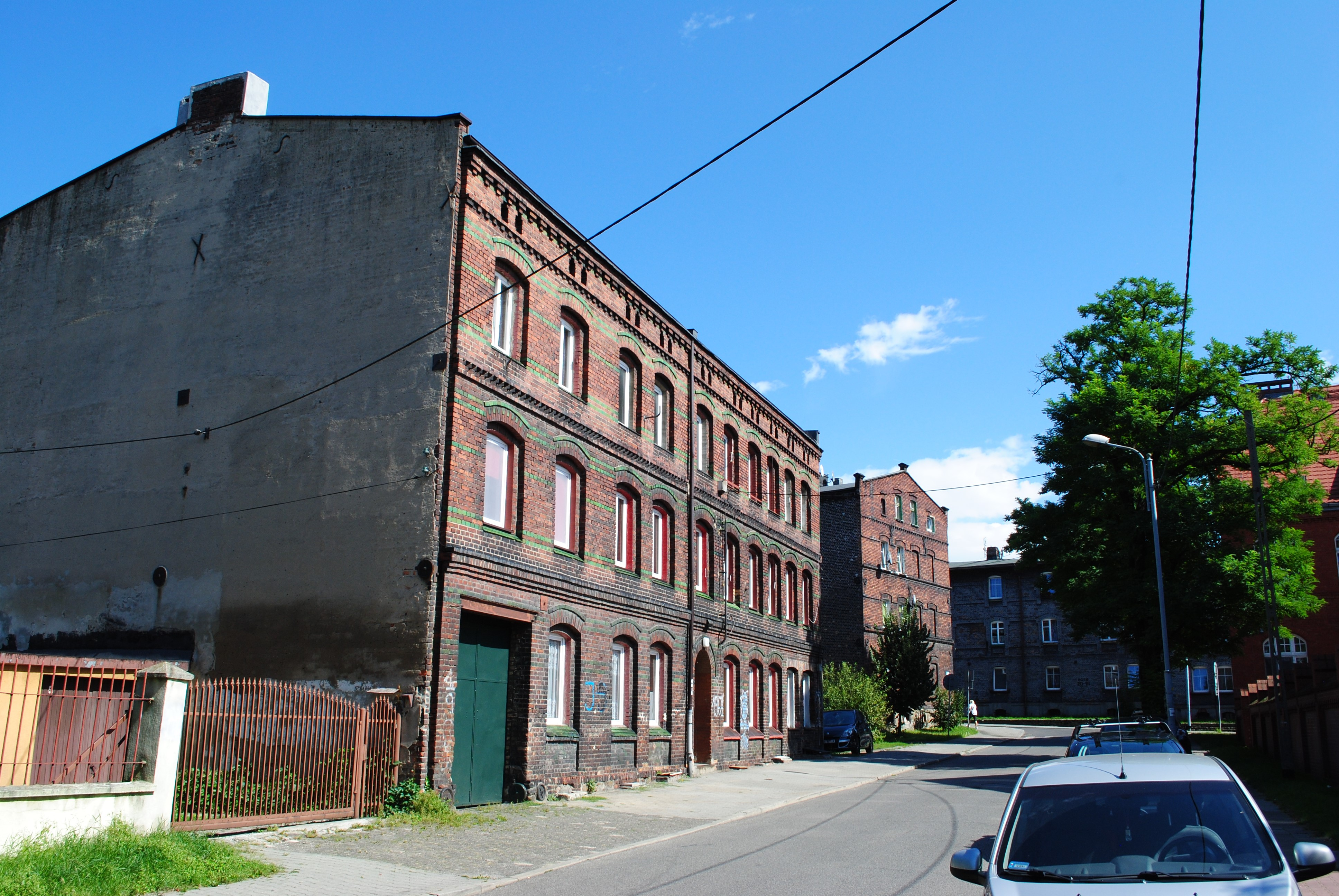
Kamienica mieszkalna (ul. Wandy 2)
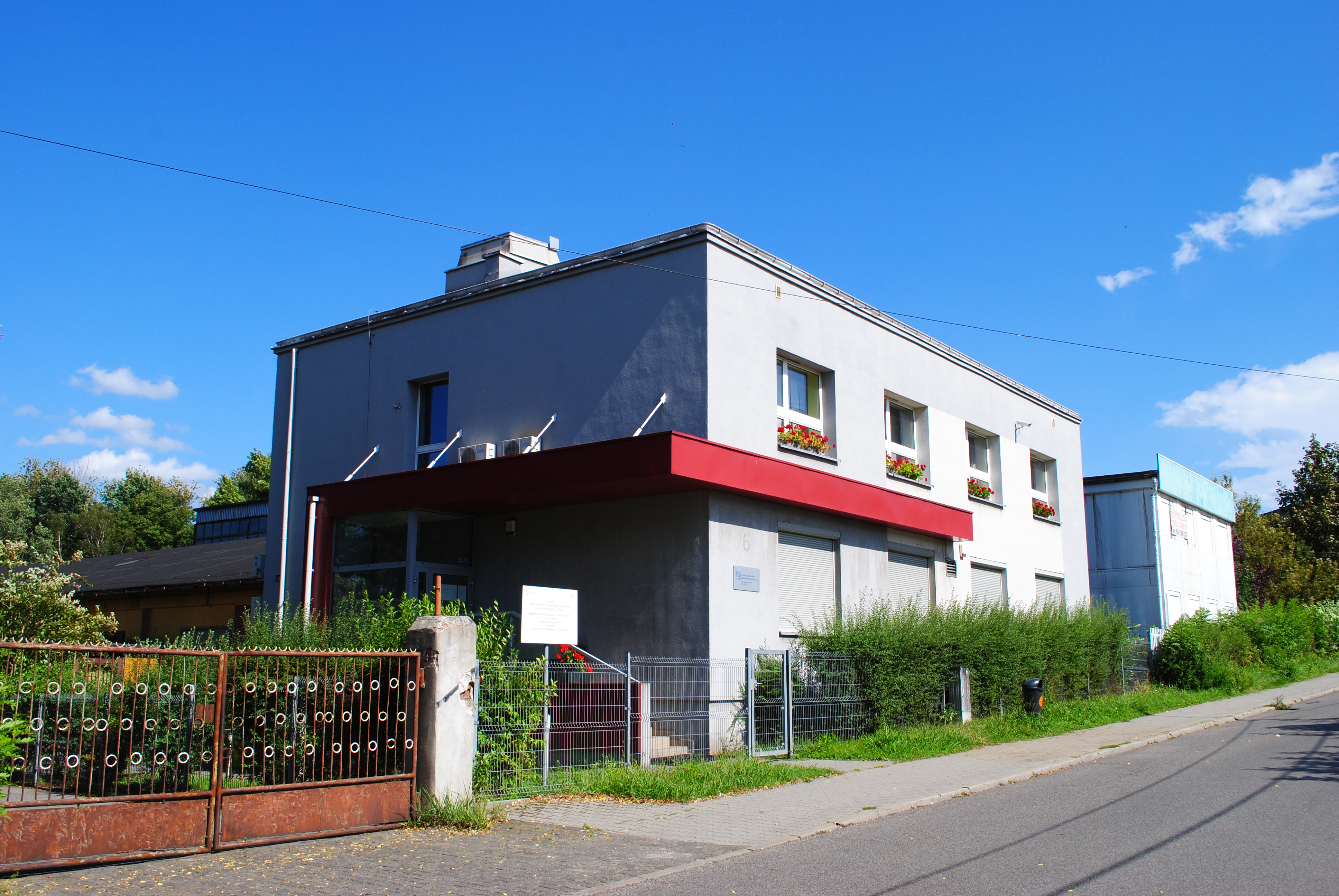
Budynek przy ul. Wandy 6
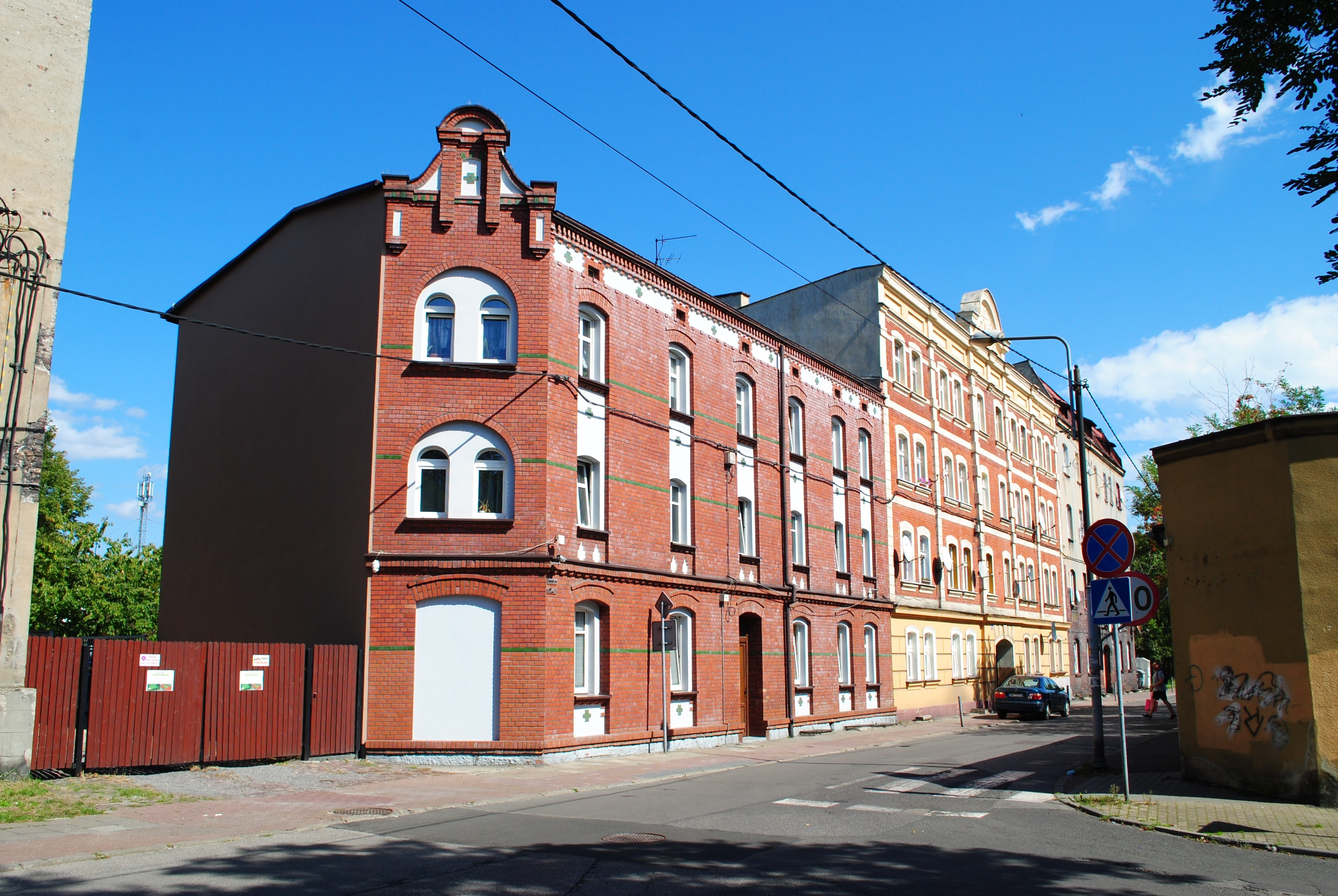
Kamienice mieszkalne (ul. Wandy 20, 22 i 24)